# Loredana Simonetti
Loredana Simonetti (Trieste, 29 agosto 1930) è un'ex mezzofondista italiana.

## Palmarès
| Anno | Manifestazione | Sede  | Evento      | Risultato | Prestazione | Note             |
| ---- | -------------- | ----- | ----------- | --------- | ----------- | ---------------- |
| 1954 | Europei        | Berna | 800 m piani | Batteria  | 2'16"5      | Record nazionale |

## Campionati nazionali
1949
- Oro ai campionati italiani assoluti, 800 m piani - 2'21"2

1950
- Oro ai campionati italiani assoluti, 800 m piani - 2'19"6
- Oro ai campionati italiani di corsa campestre - 3'45"8

1951
- Oro ai campionati italiani assoluti, 800 m piani - 2'20"7
- Oro ai campionati italiani di corsa campestre - 4'06"2

1952
- Oro ai campionati italiani assoluti, 800 m piani - 2'23"3

1953
- Oro ai campionati italiani assoluti, 800 m piani - 2'18"7
- Bronzo ai campionati italiani assoluti, 80 m hs - 12"3

1954
- Oro ai campionati italiani assoluti, 800 m piani - 2'21"6
- Oro ai campionati italiani di corsa campestre - 4'31"0